# Halfway to Sanity
Halfway to Sanity è il decimo album del gruppo punk Ramones, pubblicato il 15 settembre 1987 da Sire Records.
L'album contiene le tracce I Wanna Live e Garden of Serenity che sono state rimasterizzate in seguito nella compilation Loud, Fast Ramones: Their Toughest Hits. Debbie Harry dei Blondie ha cantato come seconda voce nella traccia Go Lil' Camaro Go e Dee Dee Ramone come voce principale in I Lost My Mind.
Ha raggiunto la posizione #172 nella Billboard 200.
È stato considerato da Joey come il loro migliore album di sempre, mentre da Johnny come un album inferiore solo a Rocket to Russia.

## Tracce
1. I Wanna Live - 2:36 - (Dee Dee Ramone/Daniel Rey)
2. Bop 'Til You Drop - 2:09 - (Dee Dee Ramone/Johnny Ramone)
3. Garden of Serenity - 2:35 - (Dee Dee Ramone/Daniel Rey)
4. Weasel Face - 1:49 - (Dee Dee Ramone/Johnny Ramone)
5. Go Lil' Camaro Go - 2:00 - (Dee Dee Ramone)
6. I Know Better Now - 2:37 - (Richie Ramone)
7. Death of Me - 2:39 - (Joey Ramone)
8. I Lost My Mind - 1:33 - (Dee Dee Ramone/Johnny Ramone)
9. A Real Cool Time - 2:38 - (Joey Ramone)
10. I'm Not Jesus - 2:52 - (Richie Ramone)
11. Bye Bye Baby - 4:33 - (Joey Ramone)
12. Worm Man - 1:52 - (Dee Dee Ramone)

## Formazione
- Joey Ramone - voce
- Johnny Ramone - chitarra
- Dee Dee Ramone - basso e voce in I Lost My Mind
- Richie Ramone - batteria

## Altri musicisti
- Debbie Harry – seconda voce in Go Lil' Camaro Go